# Копидлово (Конінський повіт)
Копидлово (пол. Kopydłowo) — село в Польщі, у гміні Вільчин Конінського повіту Великопольського воєводства.
Населення — 578 осіб (2011).
У 1975-1998 роках село належало до Конінського воєводства.

## Демографія
Демографічна структура станом на 31 березня 2011 року:
|          | Загалом | Допрацездатний вік | Працездатний вік | Постпрацездатний вік |
| -------- | ------- | ------------------ | ---------------- | -------------------- |
| Чоловіки | 290     | 80                 | 181              | 29                   |
| Жінки    | 288     | 81                 | 159              | 48                   |
| Разом    | 578     | 161                | 340              | 77                   |